# Сильвія Ґжещак
Сильвія Кароліна Ґжещак ( пол. Sylwia Karolina Grzeszczak ; нар. 7 квітня 1989 року ( Познань, Польща ) — польська співачка, композитор та автор текстів .

## Кар'єра
Вперше Сильвія виконала пісню на дитячій програмі, коли їй було 5 років. Навчалася у двох музичних школах.
У 2006 році Сильвія записала кілька пісень для гурту Ascetoholix. У 2007 році співпрацювала з Аґнешкою Влодарчик . 21 листопада 2008 року Сильвія Ґжещак випустила дебютний альбом "Ona i On", записаний разом з репером Лібером . Продовжує музичну діяльність та випускає нові пісні та альбоми.
28 липня 2014 року Сильвія Ґжещак вийшла заміж за репера Лібера . 5 грудня 2015 року у подружжя народилася дочка Богна.

## Дискографія
| дата виходу            | Назва альбому         |
| ---------------------- | --------------------- |
| 21 листопада 2008 року | Ona i On (з Лібером ) |
| 11 жовтня 2011 року    | Sen o przyszłości     |
| 11 червня 2013 року    | Komponując siebie     |
| 25 листопада 2016 року | Tamta dziewczyna      |

## Сингли
- 2008 - "Nowe szanse" (з Лібером)
- 2008 - "Co z nami będzie" (з Лібером)
- 2009 - "Mijamy się" (з Лібером)
- 2011 - "Małe rzeczy"
- 2011 - "Sen o przyszłości"
- 2012 - "Karuzela"
- 2013 - "Flirt"
- 2013 - "Pozyczony"
- 2013 - "Księżniczka"
- 2014 - "Nowy ty, nowa ja"
- 2015 - "Kiedy tylko spojrzę" (feat. Sound'n'Grace)
- 2016 - "Tamta dziewczyna"
- 2016 - "Bezdroża" (feat. Матеуш Зюлко)

## Нагороди
- 2008: премія на Sopot Hit Festiwal - хіт року Nowe szanse
- 2008: премія на Mikrofony Popcornu - хіт року Co z nami będzie з Лібером
- 2009: номінація на « Eska Music Awards » — співачка року, альбом року «Ona i On» з Лібером, хіт «Nowe szanse» з Лібером
- 2009: номінація на Superjedynki - альбом "Ona i On"
- 2010: номінація на " VIVA Comet 2010 " - хіт "Co z nami będzie" з Лібером
- 2011: премія "Бронзовий самовар" на " Фестивалі Російської пісні в Зеленій Гурі " - пісня Б'янки "За тобою"
- 2011: премія на OGAE - альбом "Małe rzeczy"
- 2012: премія на Superjedynki - альбом року "Sen o przyszłości"
- 2012: номінація на « Eska Music Awards 2012 » - пісня року «Małe rzeczy»
- 2013: премія SuperNagroda на 50. KFPP w Opolu »
- 2013: премія на Eska Music Awards 2013 - найкраща співачка
- 2014: премія на Superjedynki - альбом Komponując siebie
- 2014: премія на Eska Music Awards 2014 - найкраща співачка
- 2014: номінація "Bursztynowy Słowik" на " Polsat Sopot Festival " - пісня "Księżniczka"
- 2015: премія на « Plebiscyt RMF FM » - виконавець 25-річчя
- 2015: премія на « Telekamery 2015 » - категорія «Muzyka»
- 2015: премія на «Osobowości i Sukcesy Roku 2015» - категорія «Osobowość року 2015 w kat. muzyka»